# Републикански път III-8602
Републикански път IIІ-8602 е третокласен път, част от Републиканската пътна мрежа на България, преминаващ изцяло по територията на Пловдивска област. Дължината му е 22,3 km.
Пътят се отклонява надясно при 3,4 km на Републикански път II-86 западно от квартал „Прослав“ на град Пловдив и се насочва на югозапад през Горнотракийската низина. Минава през селата Златитрап и Брестовица, град Перущица и село Устина, пресича река Въча и в центъра на град Кричим се свързва с Републикански път III-866 при неговия 110,9 km.
| Пътища, отклоняващи се надясно (населено място, № на пътя, посока на пътя) | km   | Пътища, отклоняващи се наляво (посока на пътя, № на пътя, населено място) |
| -------------------------------------------------------------------------- | ---- | ------------------------------------------------------------------------- |
| Община Пловдив, II-86, 3,4 km →                                            | 0,0  | → 3,4 km, II-86, Община Пловдив                                           |
| Община Родопи                                                              | 0,9  | Община Родопи                                                             |
| (за 30,2 km на III-375) общински път, с. Златитрап ←                       | 3,2  | с. Златитрап                                                              |
| (за с. Йоаким Груево) общински път, с. Брестовица ←                        | 9    | → с. Брестовица, общински път (за с. Първенец)                            |
| Община Перущица                                                            | 11,2 | Община Перущица                                                           |
| (за с. Йоаким Груево) общински път, гр. Перущица ←                         | 14,6 | → гр. Перущица, общински път (за с. Скобелево)                            |
| Община Родопи                                                              | 16,1 | Община Родопи                                                             |
| с. Устина                                                                  | 17,5 | с. Устина                                                                 |
| (до 210,3 km на I-8) III-866, 110,9 km, гр. Кричим ←                       | 22,3 | ← гр. Кричим, 110,9 km, III-866 (от кв. „Устово“ на гр. Смолян)           |